# Корнева, Мария Васильевна
Мария Васильевна Корнева (1901 — 1991) — передовик советского сельского хозяйства, доярка колхоза «12 Октябрь» Костромского района Костромской области, Герой Социалистического Труда (1949).

## Биография
Родилась в 1901 году в селе Саметь (ныне Костромского района Костромской области) в крестьянской семье.
Завершила обучение в начальной школе. Рано начала трудиться. В 1930 году вступила в местный колхоз «12-й Октябрь» и начала работать на ферме дояркой. Работала с Костромской породой коров, выведенные в соседнем хозяйстве племсовхозе «Караваево».
В 1948 году сумела получить от каждой из восьми закреплённых за ней коров по 5304 килограмм молока с содержанием молочного жира 205 килограммов.
Указом Президиума Верховного Совета СССР от 4 июля 1949 года за получение высоких результатов в сельском хозяйстве и рекордные показатели в животноводстве Марии Васильевне Корневой было присвоено звание Героя Социалистического Труда с вручением ордена Ленина и медали «Серп и Молот».
Продолжала и дальше трудиться в сельском хозяйстве.
Проживала в родном селе. Умерла в 1991 году.

## Награды
За трудовые успехи была удостоена:
- золотая звезда «Серп и Молот» (04.07.1949)
- два ордена Ленина (04.07.1949, 16.08.1950)
- Орден Трудового Красного Знамени (23.07.1948)
- Орден Знак Почёта (01.06.1945)
- другие медали.